# Samsung Galaxy Fit
Samsung Galaxy Fit (номер моделі S5670) – смартфон компанії Samsung Electronics, який працює на базі Android 2.2 Froyo (існує можливість оновлення операційної системи до новішої версії).

## Зовнішній вигляд
Смартфон має ергономічний дизайн – відсутність гострих кутів, невеликі габарити (110.2 x 61.2 x 12.6 мм) та вага (108 гр), задня панель із рифленого пластика не ковзає у руці. На ній знаходиться отвір 5-мегапіксельної камери та динамік. На ребрах телефону знаходяться регулятор гучності, слот для карти пам'яті та клавіша увімкнення телефона/блокування дисплея. Також присутній microUSB порт, що крім зарядки від мережі дозволяє заряджати Galaxy Fit при підключенні до ПК; mini-jack 3,5 мм для підключення навушників. 

## Процесор
Смартфон обладнаний процесором Qualcomm MSM7227 (архітектура ARMv6) з 3D-акселератором і тактовою частотою 600 МГц. Доступно 160 МБ пам'яті, є слот для карт microSD (до 32 ГБ). Графічний процесор –  Adreno 200 з підтримкою OpenGL ES 2.0, OpenGL ES 1.1, OpenVG 1.1, EGL 1.3, Direct3D Mobile, SVGT 1.2 та DirectDraw.

## Дисплей
Ємнісний TFT-LCD-екран з діагоналлю 3,31 дюйма (67х50 мм) та роздільною здатністю 240x320(QVGA) – 121 піксель на дюйм. Відображає до 65 тис. відтінків кольорів. Підтримка MultiTouch. Датчик наближення під час розмови вимикає підсвітку екрану. Також, завдяки встановленому акселерометру, зображення на дисплеї може бути представлене як у панорамному, так і у портретному режимі. Як і на більшості смартфонів Samsung, тут встановлено інтерфейс TouchWiz 3.0. Виробник також додав Swype для прискореного вводу тексту (не потрібно натискати на окремі кнопки, лише провести пальцем від літери до літери, щоб ввести текст повідомлення).

## Камера
На Galaxy Fit встановлено 5-мегапіксельну камеру з автофокусом. Підтримка режимів одиночної, серійної та панорамної зйомки, авторозпізнавання усмішки у кадрі. Максимальна роздільна здатність фото – 2560х1920 пікселів, також апарат підтримує зйомку відеороликів з роздільною здатністю 640х480 пікселів та частотою 25 кадрів/секунду. Мінімальна дистанція для фокусування на об'єкті – близько 5 см, мінімальне значення ISO - 50, максимальне – 400. 

## Додаткова інформація
У смартфоні також встановлено GPS навігатор та Wi-Fi, стереофонічне FM-радіо з підтримкою RDS, диктофон. Опція Think Free дозволяє переглядати, редагувати та створювати документи Word, Excel та PowerPoint безпосередньо на смартфоні. Samsung Galaxy Gio також має інтерфейси Bluetooth 2.1 та USB 2.0.

## Інші смартфони Samsung
Samsung Galaxy Ace

Samsung Galaxy Gio

Samsung Galaxy Mini

Samsung Galaxy S

Samsung Galaxy S II

Samsung Galaxy S III

Samsung Wave

## Огляд Samsung Galaxy Fit
- http://www.mobiset.ru/articles/text/?id=5487 [Архівовано 8 серпня 2013 у Wayback Machine.]
- http://www.youtube.com/watch?v=dIFcGV6bO6o [Архівовано 31 січня 2012 у Wayback Machine.]
- http://www.techradar.com/reviews/phones/mobile-phones/samsung-galaxy-fit-930913/review [Архівовано 3 липня 2013 у Wayback Machine.] (англ.)